# Поляницкая сельская община
Поляницкая сельская общи́на (укр. Поляницька сільська громада) — территориальная община в Надворнянском районе Ивано-Франковской области Украины.
Административный центр — село Поляница.
Население составляет 4760 человек. Площадь — 342,9 км².

## Населённые пункты
В состав общины входят 7 сёл:
- Згары
- Причил
- Быстрица
- Вороненко
- Клымпуши
- Поляница
- Яблоница